# Crise nas Infinitas Terras
Crisis on Infinite Earths (publicada em português como Crise nas Infinitas Terras) foi uma série de histórias em quadrinhos publicada pela editora estadunidense DC Comics em doze edições em 1986. Caracterizou-se como uma saga no universo fictício de super-heróis daquela editora, atingindo os mais importantes personagens publicados por ela, como o Superman, o Batman, a Mulher-Maravilha e o Flash. Crise foi roteirizada por Marv Wolfman e desenhada por George Perez.
O título da série foi inspirada em histórias de Crossovers anteriores envolvendo as Terras Paralelas do Multiverso, tais como a "Crise na Terra Dois" e "Crise na Terra Três", etc.
No contexto da ambientação em que se insere, a história teve fundamental importância para a editora pois teria eliminado o conceito de Multiverso, que se baseava em criar Terras Paralelas com heróis diferentes ou versões alternativas dos heróis famosos da editora. Os eventos repercutiram simultaneamente em todas as revistas de super-heróis da editora da época. Esse tipo de evento foi repetido
pela DC em outras oportunidades, como na série Lendas e na saga Millennium.
O conceito do Multiverso surgiu na história "Flash of Two Worlds" publicada na revista The Flash #123 (Setembro de 1961) onde o Flash da Era de Prata (Barry Allen), encontra seu antecessor dos anos 40, Jay Garrick (conhecido no Brasil como Joel Ciclone). As terras paralelas existiam no mesmo espaço e ao mesmo tempo (espaço-tempo), sendo separadas apenas pelas diferentes vibrações moleculares. O Flash conseguia viajar entre essas Terras, pois sua supervelocidade permitia que seu corpo alcançasse essas diferentes vibrações.
A ideia para a série surgiu do desejo de Wolfman de abandonar o Multiverso da DC retratado nos quadrinhos da empresa, que ele considerava hostil aos leitores  e criar um único Universo DC unificado (DCU). A fundação de  Crise nas Terras Infinitas se desenvolveu através de um personagem (o Monitor) introduzido em The New Teen Titans, de Wolfman, em julho de 1982, antes do início da série. Pérez não era o artista pretendido para a série, mas ficou empolgado quando soube e disse que ilustrar a minissérie, foi uma das experiências das mais divertidas que já teve.
No início da Crise nas Infinitas Terras, o Antimonitor (o equivalente maligno do Monitor) é desencadeado no Multiverso DC e começa a destruir as várias Terras do Multiverso. O Monitor tenta recrutar heróis de todo o Multiverso, mas é assassinado, enquanto Brainiac colabora com os vilões para conquistar as Terras restantes. No entanto, tanto os heróis quanto os vilões acabam se unindo pelo Espectro; a série termina com Kal-L, Superboy-Prime e Alexander Luthor Jr. derrotando o Antimonitor e a criação de uma única Terra no lugar do Multiverso. A Crise nas Terras Infinitas é conhecida por sua alta contagem de mortes; centenas de personagens morreram, incluindo os ícones da DC Kara Zor-El (a Supergirl original) e Barry Allen (o Flash da Era da Prata). Os eventos da história resultaram na reinicialização de todo o DCU.
Algumas Terras do extinto Multiverso:
- Terra 1: era o universo principal, com as histórias e as versões atuais dos super-heróis e outros personagens;
- Terra 2: era o lar das primeiras versões de heróis dos anos 40 da Terra 1, como o Flash Jay Garrick e Lanterna Verde Alan Scott. Era lar também de versões envelhecidas de heróis como o Superman, Batman entre outros.
- Terra 3: com versões malignas dos heróis.
- Outras Terras: havia milhares de outras Terras que foram eliminadas, como a Terra 4, Terra S, a Terra X e a Terra Prime (conhecida no Brasil como ''Terra Primordial'').

Personagens comprados de outras editoras como a Charlton Comics, também ganhavam uma própria Terra. Uma das justificativas para a eliminação do conceito de multiverso foi que causava muitas confusões entre os leitores a respeito da cronologia dos personagens.
A série foi um best-seller da DC e foi revisada positivamente pelos críticos de quadrinhos, que elogiaram sua ambição e eventos dramáticos. A história é creditada com a popularização da ideia de um crossover em larga escala nos quadrinhos. "Crise nas Infinitas Terras" é a primeira parte do que ficou conhecido como trilogia Crise; foi seguido por Crise Infinita (2005-2006) e Crise Final (2008-2009). A história serve de inspiração para "Crisis on Infinite Earths", um crossover de Arrowverse que consiste em um episódio de cada série: Arrow, The Flash, Supergirl, Legends of Tomorrow e Batwoman. O evento também inclui personagens das séries de televisão Black Lightning, Smallville, Lucifer, The Flash (1990), Batman (1966) e Birds of Prey. 
Em janeiro de 2024, foi lançado o filme de animação Justice League: Crisis on Infinite Earths – Part One, ambientado no Tomorrowverse

## Histórico

### Background
A DC Comics é uma editora americana de histórias em quadrinhos, mais conhecida por suas histórias de super-heróis com personagens como Batman, Superman e Mulher Maravilha.  A empresa estreou em fevereiro de 1935 com a New Fun: The Big Comic Magazine. A maioria das histórias em quadrinhos da DC (assim como algumas publicadas sob os selos Vertigo e Young Animal) ocorrem em um universo compartilhado chamado Universo DC, permitindo que elementos do enredo, personagens e cenários cruzem um com o outro. O conceito de Universo DC forneceu aos roteiristas da DC alguns desafios para manter a continuidade, devido a eventos conflitantes em diferentes quadrinhos que precisam refletir a natureza compartilhada do universo. "Flash of Two Worlds", de The Flash # 123 (setembro de 1961), que contou com Barry Allen (o Flash da Era de Prata) se unindo a Jay Garrick (o Flash da Era de Ouro) foi o primeiro quadrinho da DC a sugerir que o Universo DC era um parte de um Multiverso.
O conceito do Multiverso DC foi expandido nos últimos anos, com o Universo DC tendo infinitas Terras; por exemplo, as versões da Era de Ouro dos heróis da DC residiam na Terra-2, enquanto os heróis da Era de Prata da DC eram da Terra-1. Desde "Crisis on Earth-One!" (1963), DC usou a palavra "Crise" para descrever crossovers importantes dentro do Multiverso DC. Ao longo dos anos, vários roteiristas tiveram liberdade para criar Terras paralelas adicionais como dispositivos de enredo e abrigar personagens que a DC havia adquirido de outras empresas, tornando o Multiverso DC uma "bagunça complicada". As vendas de revistas em quadrinhos da DC também ficaram muito abaixo das do concorrente Marvel Comics. De acordo com Chris Sims, jornalista do ComicsAlliance, "o multiverso [da DC]. Parecia antiquado... Marvel, por outro lado, parecia contemporânea e, quando os empilhamos uma contra o outra, há uma diferença que se destaca acima. qualquer outra coisa: a Marvel se sente unificada. 
Durante a Era de Bronze, o roteirista Marv Wolfman se tornou popular entre os leitores da DC por seu trabalho em Weird War Tales e The New Teen Titans. George Pérez, que ilustrou The New Teen Titans, também começou a ganhar destaque nesta época. Em 1984, Pérez assinou um contrato exclusivo com a DC, que foi prorrogado posteriormente por um ano. Embora The New Teen Titans tenha sido um grande sucesso para a DC, as vendas de quadrinhos da empresa ainda estavam abaixo da Marvel. Wolfman começou a atribuir isso ao Multiverso da DC, sentindo que "Flash of Two Worlds" havia criado um "pesadelo":  não era de fácil leitura para os novos leitores serem capazes de acompanhar e roteirista lutando com os erros de continuidade que causou. Em The New Teen Titans # 21 (julho de 1982), Wolfman introduziu um novo personagem: o sombrio Monitor potencialmente vilão; isso lançou as bases para a Crise nas Infinitas Terras.

### Desenvolvimento

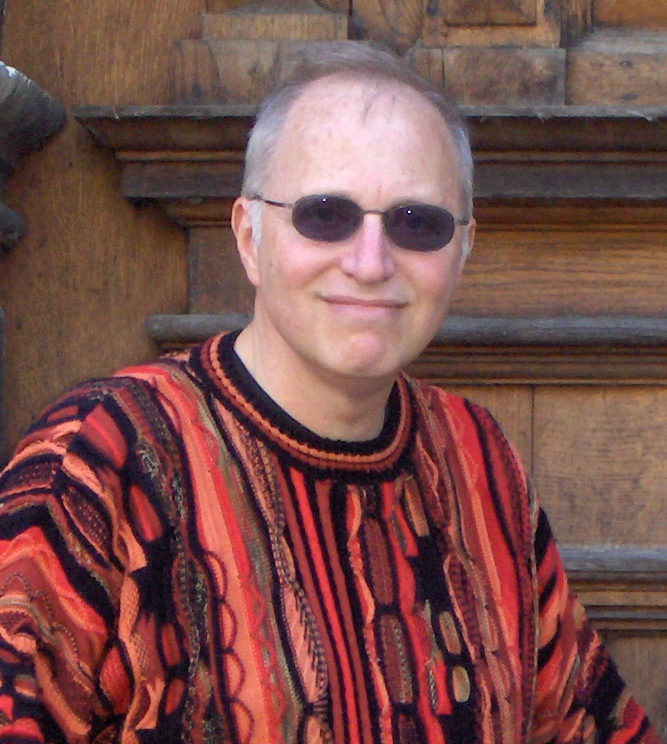
Marv Wolfman, autor de Crise nas Infinitas Terras, em 2007

Em 1981, Wolfman estava editando Green Lantern. Ele recebeu uma carta de um fã perguntando por que um personagem não reconheceu o Lanterna Verde em uma edição recente, apesar de os dois terem trabalhado juntos em uma edição três anos antes. Logo depois, Wolfman apresentou Crise nas Infinitas Terras como A História do Universo DC, vendo-o como uma maneira de simplificar o Universo DC e atrair novos leitores. A história do título do Universo DC foi alterada para Crise das terras infinitas, porque sua premissa, envolvendo a destruição de mundos inteiros, parecia mais uma crise. Wolfman disse que quando lançou a série para a DC, ele percebeu que seria um começo completamente novo para o Universo DC. "Eu sabia na frente, e eles sabiam, quão grande isso seria", disse ele. "Mas ninguém sabia o quão bem venderia ou venderia. Era um risco que a DC estava disposta a correr, porque eu pensava que a DC precisava de muita ajuda naquele momento, e eles também." Wolfman também disse que via isso como uma tentativa de melhorar a reputação da DC de contar histórias. Muitos leitores da época os consideravam antiquados.
O crossover foi desenvolvido e coordenado em uma reunião da presidente Jenette Kahn, Paul Levitz, vice-presidente e editor executivo Dick Giordano e editores da DC. 
Em 1982, a DC contratou um pesquisador para examinar sua biblioteca e ler todos os quadrinhos que a empresa publicara, uma tarefa que levou dois anos.  A série foi adiada para 1983 devido ao tempo de pesquisa e novamente a 1985, quando ainda não estava pronta para 1983 [20] e para coincidir com o quinquagésimo aniversário da DC. Como um evento como Crises nas Infinitas Terras nunca havia acontecido antes, aqueles que trabalhavam nele se encontravam por cerca de duas horas por semana; na época, isso era incomum. 
As bases para a série foram lançadas no ano anterior à sua. Um dos maiores desafios para Wolfman e Giordano foi apresentar uma história. Wolfman citou fazer uso de todos os personagens da DC e criar um enredo divertido de ler e cheio de surpresas como dificuldades, pois a série precisava vender bem; se não, poderia ter causado um desastre para DC. A plotagem ficou mais fácil uma vez que um começo e um final foram determinados e quando Pérez se envolveu. Crise em Infinite Earths foi a primeira maxisserie convencional da DC, que ainda era um conceito relativamente novo.
No início do planejamento de Crise em Infinitas Terras, foi feita uma lista de personagens que faziam parte do Universo DC; personagens de outros universos, como aqueles que anteriormente pertenciam à Charlton Comics, também eram usados. De acordo com Wolfman, um dos objetivos de Crise nas Infiniras Terras era mostrar todos os personagens que a DC tinha. A série é famosa por sua alta contagem de mortes. Centenas de personagens morreram; entre os mais notáveis, estava o de Barry Allen. Wolfman disse que não queria matar Allen, mas a DC ordenou que ele entendesse o personagem como monótono. Portanto, ele concebeu a morte de Allen - na qual ele corre através do tempo antes de desaparecer - como uma maneira de fazer o personagem parecer mais interessante e, com sorte, poupá-lo. Wolfman queria tornar a série inesquecível; ele disse que muitos escritores manifestaram interesse em simplificar a continuidade de DC e ele queria ser o único a fazê-lo.

Pérez diz que não era o artista pretendido para Crise nas Infinitas Terras, mas ficou empolgado quando soube disso, vendo-o como uma oportunidade de "vingança" contra a Marvel, que ele culpou por bloquear o crossover JLA/Avengers que ele tinha trabalhado antes. Ele gostava de trabalhar com Wolfman novamente e tirou uma licença do The New Teen Titans para desenhar a série..A DC inicialmente não sabia que Pérez iria querer trabalhar nisso. Segundo Pérez, ele estava motivado pelo fato de a DC não saber se a série seria um sucesso. Ele também queria "atrair todo mundo que eu pudesse colocar em minhas mãos" e chamou a ilustração da série das mais divertidas que ele já teve. Pérez estava empolgado porque não apenas conseguiu desenhar os Jovens Titãs novamente, mas também personagens obscuros com os quais não estava familiarizado, dizendo que ele poderia nunca ter tido outra chance. Um quadro de Crise nas Infinitas Terras mostra o Universo Marvel sendo destruído com outras Terras. Quando Giordano (o iniciante da série) teve dificuldade em cumprir os prazos enquanto continuava como vice-presidente e editor executivo do DC, o coordenador editorial Pat Bastienne transferiu a arte-final para Jerry Ordway, apesar das objeções de Giordano.

### Publicação
A ideia de Crise nas Infinitas foi noticiada pela primeira vez na edição de dezembro de 1981 do The Comics Journal, que mencionava uma maxissérie de doze partes agendada para 1982. A série foi anunciada na coluna "Meanwhile ..." de Giordano, nas colunas dos títulos da DC em junho de 1984. Giordano alertou os leitores que "ocorrências estranhas" começariam a acontecer nos quadrinhos da DC, além de esclarecer que comemoraria o quinquagésimo aniversário da DC e forneceria à empresa "maravilhosos trampolins" para novos personagens e quadrinhos. A série foi comercializada com o slogan "Worlds will live, worlds will die and nothing will ever be the same" ("Mundos viverão, mundos morrerão e nada será o mesmo").
A série começou em janeiro de 1985 e durou doze edições, terminando em dezembro de 1985 (edições de abril de 1985 a março de 1986). O espaçamento próximo de Crise nas Infinitas Terras  e o crossover similar da Marvel, Guerras Secretas, fizeram com que alguns fãs criassem uma teoria da conspiração sobre roubo de ideias. Segundo o roteirista Steve Gerber, a série "praticamente não recebeu promoção ... Quantos folhetos você viu? Quantos pôsteres você viu nas janelas das pessoas? Quanta informação foi realmente distribuída à imprensa?" e quanto foi conseguido apenas por repórteres individuais indo para Marv Wolfman e o [artista da Crise] George Pérez?

### Tie-ins
Elementos para criar a Crise em Infinitas Terras foram colocados nos quadrinhos da DC anos antes do crossover;  um exemplo disso foi a aparição do Monitor em The New Teen Titans. Em um memorando de 3 de janeiro de 1983, Giordano, Wolfman e Len Wein instruíram editores e escritores a usar o Monitor duas vezes no próximo ano, mas não para mostrá-lo: "Como esta série envolve todo o Universo DC, pedimos que cada editor e escritor cooperem com o projeto usando um personagem chamado Monitor em seus títulos duas vezes durante o próximo ano ". Isso serviu para montar a série. Quando Wolfman e Giordano reiteraram isso em uma reunião de 1984, alguns editores não ficaram satisfeitos; um editor ficou tão irritado que não falou pelo resto da reunião.
Os tie-ins para Crise nas Infinitas Terras foram publicados na série em andamento da DC. Ao contrário do crossover da Marvel de 1991 Desafio Infinito, em que a Marvel publicou apenas tie-ins em títulos que precisavam de um aumento nas vendas, a grande maioria dos quadrinhos da DC apresentava eventos que eram amarrados ao crossover. As edições seguintes dos quadrinhos foram rotuladas como parte do crossover: suas capas continham uma faixa com a inscrição "Special Crisis Cross-Over", junto com o logotipo do cinquentenário da DC.
- All-Star Squadron #50–56
- Amethyst (vol. 2) #13
- DC Comics Presents #86–88
- Blue Devil (DC Comics) #17-18
- The Fury of Firestorm #41–42
- Green Lantern (vol. 2) #194–195; #198
- Infinity, Inc. #18–24; Annual #1
- Justice League of America #244–245; Annual #3
- JLA: Incarnations #5 (lançado em 2001)
- Legion of Super-Heroes #18
- The Losers Special #1
- The New Teen Titans (vol. 2) #13–14
- The Omega Men #31
- Superman #414–415
- Swamp Thing #46
- Wonder Woman #327–329
- Legends of the DC Universe : Crisis on Infinite Earths #1

## Universo de antimatéria
Desde os primórdios dos tempos, uma raça vivia calmamente em Maltus. Os Maltusianos eram um povo altamente avançado em tecnologia, medicina, filosofia, e poderes mentais. Entretanto, um desses habitantes, Krona, queria descobrir os segredos da própria criação do Universo. Construindo uma máquina capaz do feito, ele observou a criação. Ele observou por seu portal uma palma gigantesca com um caldo de estrelas na mão, quando a máquina explodiu. Esta tolice custou caro a toda a existência. Devido a esse ato, fora criado o Universo de Antimatéria, e também o nosso próprio universo fora multiplicado nas Terras Paralelas. A mera existência do Universo de Antimatéria liberou uma onda de mal que corrompeu milhares de mundos. Sentindo-se culpados pela catástrofe, os Maltusianos procuraram meios de acabar com este mal. Uma parte dos Maltusianos afirmava que o mal devia ser destruído, e se retiraram para outra dimensão, e tornaram-se os Controladores. A parte restante dos Maltusianos foram os Guardiões do Universo, que migraram então para o planeta Oa. A princípio, para ajudar a proteger o Universo, eles engendraram uma raça chamada Psíons. Estes se rebelaram. A seguir, os Guardiões criaram os androides Caçadores Cósmicos, que tiveram um destino parecido. Para impedir que a ordem se perdesse e que o universo entrasse em puro caos, os Guardiões do Universo dividiram todo o universo em 3600 setores, e para cada um deles, foi criado um anel que permitia fazer praticamente qualquer coisa que o usuário desejasse. Cada anel seria entregue aos seres mais honestos, mais destemidos e de maior força de vontade (a qual ativava os poderes do anel). Esses seres passaram a ser conhecidos como a Tropa dos Lanternas Verdes.

## Monitor e Antimonitor
Nesse intuito, há milhões de anos, na lua de Oa, em nosso universo, surgiu o Monitor. Ao mesmo tempo, por um equilíbrio cósmico, na lua do planeta Qward, no Universo de Antimatéria, surgiu o Antimonitor. Sentindo a presença um do outro, ambos empreenderam uma batalha de um milhão de anos até que, após um ataque simultâneo, ambos ficaram imóveis e inconscientes.

## A Crise
Pária era um cientista que também estava tentando descobrir a origem do universo assim como Krona, e para tal ele cria uma câmara que permite que ele veja a gênese de tudo. Porém, ao vasculhar os mistérios é desencadeada uma reação que destrói todo o seu universo. Só ele se salva dentro de sua câmara. A explosão reverberou pelos universos e acordou o Antimonitor, como também o seu contrário, o Monitor. O Monitor construiu um satélite onde catalogou os heróis e vilões de todos os universos para que quando chegasse a hora eles pudessem deter os planos do Antimonitor. Pária é condenado a ir para onde a destruição está acontecendo e o Monitor o acompanha. Numa de suas viagens, o Monitor encontra Lyla vagando no mar, tendo sobrevivido a um acidente de barco que matou sua família, sendo assim ele a treina para ser sua ajudante, a Precursora.
Antimonitor, livre, então libera a Onda de Antimatéria que avança sobre os vários universos a fim de aumentar seu poder; vemos a destruição da Terra 3, um planeta singular, pois nele só há um herói: Alexander Luthor, casado com "Mirian" Lois Lane. Os vários vilões desse planeta se autodenominavam Sindicato do Crime e no momento final eles tentam salvar o mundo que tantas vezes tentaram conquistar. Pária, uma figura encapuzada e misteriosa, que aparece onde a destruição está próxima surge. Alexander Luthor Junior, filho de Alexander Luthor, numa sequência parecidíssima com o envio de Kal-el por Jor-el para a Terra, é enviado antes do planeta ser destruído, numa nave, para onde outros possam acolhê-lo. O bebê é resgatado e levado para o satélite do Monitor. Durante a passagem pela fenda vibracional que separa os universos, a criança se torna um misto de matéria e antimatéria, um pedaço dos dois universos contrários, alterando sua estrutura molecular e fazendo com que ele passa da infância à idade adulta em poucos dias.
A paisagem dos planetas é modificada: vemos terremotos, maremotos, vulcões em erupção, falhas temporais, céus vermelhos. O primeiro time é convocado pela Precursora, heróis e vilões de várias épocas e mundos, são eles: Solivar, Pirata Psíquico, Flamejante, Psimon, Besouro Azul, Geoforça dos Renegados, Nuclear, Nevasca, Superman da Terra Paralela (Superman da Terra 2), Arion da Atlântida, Doutor Polaris, Manto Negro, Cyborg dos Novos Titãs, Vésper da Legião dos Super-Heróis e um Lanterna Verde (John Stewart - no começo da carreira). A sua primeira missão é defender cinco dispositivos colocados pelo Monitor em cinco épocas e mundos diferentes para impedir o avanço da antimatéria. Muitos são feridos em combate com as forças do Antimonitor, enquanto isso os outros heróis dos vários mundos tentam ajudar a população em pânico nas cidades, a CRISE chega na Terra Ativa e Paralela (Terras 1 e 2 na versão original), não importando a época, até mesmo no século XXX, a Legião de Super Heróis luta contra as forças do Antimonitor. Heróis que não possuem poderes (como Batman e toda a galera de Gotham – com ênfase para a Bat-moça) questionam o seu papel e atestam sua impotência; mas a participação de todos é indispensável.
O Flash (Barry Allen) corre desesperadamente pelas várias linhas temporais tentando avisar sobre a catástrofe iminente. A Precursora foi dominada pelo Antimonitor e acaba por matar o Monitor, no final do quarto capítulo. É interessante notar uma falha de argumento que só foi percebida quando a revista já estava na gráfica, o capítulo três termina com a Precursora ameaçando o Monitor, e quando o quarto capítulo começa esse fato é esquecido.
O Monitor já previa sua morte e com ela foi liberada a energia necessária para que os dispositivos colocados por ele e defendidos pelos heróis fossem ativados. A ameaça da antimatéria está por hora contida. O objetivo é fazer com o Universo torne-se apenas um como deveria ter sido desde a Aurora dos Tempos. Surge um Limbo, um sub-universo onde a Terra 1 e 2 estão separadas apenas por uma vibração que diminui constantemente e que acabará por fundi-las e destruí-las.
Todos os heróis das Terras Ativa e Paralela são convocados, então, a tentar salvar as últimas três Terras restantes (a X, a 4 e a S). Eles no entanto enfrentam muitas dificuldades pois os heróis daquelas respectivas Terras, dominados pelo Pirata Psíquico, os enfrentam. O Antimonitor, então, ataca o satélite no limbo do falecido Monitor. Num último ato, com vistas a salvar as Terras em perigo, a Precursora explode-se no centro do satélite, fazendo com que este suma e as três Terras restantes juntem-se à Ativa e à Paralela no limbo temporal.
Lyla, Alex Luthor e Pária convocam Lady Quark, a última sobrevivente da Terra 6, seu planeta destruído pela onda de sntimatéria, o Superman da Terra 1 e o Superman da Terra 2, Tio Sam da Terra X, o Capitão Marvel da Terra S e o Besouro Azul da Terra 4; representantes de seis universos, cinco dos quais ainda vivos, para explicarem a origem da Crise, do Monitor e do Antimonitor.
Esclarecido tudo isso, são reunidos os maiores heróis dos planetas, aqueles com muitos anos de experiência, entre eles estão: Supergirl, The Ray, Capitão Átomo, Capitão Marvel, Nuclear, Mulher-Maravilha, Caçador de Marte, Doutora Luz, Mon-El, Lanterna Verde. Alexander Luthor torna-se um túnel através do qual os guerreiros passam para atingir o universo de antimatéria, sendo guiados por Pária. Seu objetivo é invadir a fortaleza do Antimonitor e destruir as máquinas que estão diminuindo a vibração que separa as Terras. É difícil atingir esse objetivo: muitos são feridos no caminho e só o Superman e a Doutora Luz conseguem ultrapassar os obstáculos. Quando o Superman está prestes a destruir as máquinas, o Antimonitor surge das trevas e o ataca. Supermoça avança sem questionar, mesmo sabendo que este ato poderá causar tamanha dor ao seu primo, poderá matá-la.
A Doutora Luz ataca o Antimonitor, mas não consegue detê-lo. Supermoça ataca enlouquecida, destruindo o traje de contenção do Antimonitor, fazendo com que sua energia comece a dispersar-se, ela manda a Doutora Luz levar o Superman ao encontro dos outros heróis enquanto há tempo. Mas Luz insiste em ajudá-la, num momento de descuido a Supermoça é atingida por uma rajada. O Antimonitor foge.
É um dos momentos mais emocionantes da série: Superman a segura nos braços e ela morre pedindo para que ele não chore, pois foi ele que a ensinou a ser corajosa e ela realmente aprendeu. A fusão das Terras é contida, mas um preço alto é pago. Segue-se o funeral, onde Bat-moça fala emocionada sobre a amiga e heroína. Depois vemos o Superman falando para o corpo sem vida antes de levá-lo para o Sol, que todos os sonhos que eles compartilhavam juntos irão continuar vivos...
Em meio as reações frente à morte da Supermoça, o Antimonitor já recuperado começa a construir um Canhão de antimatéria, o Flash consegue livrar-se do domínio do Pirata Psíquico e o força a ajudá-lo a dominar os servos do Antimonitor que o atacam. O Flash assim chega a fonte de energia do canhão e correndo velozmente impede que a energia saia e a faz voltar para a máquina que se destrói. No entanto, durante sua corrida desesperada ele começa a viajar no tempo e seu corpo começa a destruir-se passando pelos diversos estágios que o vimos durante os primeiros capítulos da saga. É a morte de outro herói.

## A Guerra dos Vilões
Tudo parece mais ou menos resolvido. A fusão das Terras está controlada, Lyla, Alexander Luthor e Pariah falam na ONU para os representantes dos povos dos cinco planetas envolvidos. A ameaça imediata são os super-vilões. Wally West (Kid Flash) é convocado por Lyla e Joel Ciclone (Jay Garrick), eles precisam dele para ativar a Esteira Cósmica, uma máquina que permite a viagem de uma Terra para outra, assim eles poderão mandar os heróis para combaterem as forças malignas. A Aquamoça (Tula), durante uma batalha é envolvida por substâncias tóxicas, seu namorado Aqualad não consegue salvá-la. Os heróis chegam aos planetas invadidos e começam o combate com os supervilões.

## O fim do Multiverso
Espectro aparece em meio as batalhas e anuncia que o Antimonitor ainda está vivo e que a destruição dos universos se aproxima, pois ele viajou no tempo rumo à Aurora dos Tempos, para o momento onde os Múltiplos Universos surgiram, sendo assim ele irá mudar o curso da história, ele fará surgir apenas um universo de Antimatéria, para impedi-lo se faz necessária a cooperação entre heróis e vilões.
A viagem no tempo é preparada: os heróis irão para a Aurora dos Tempos enquanto os vilões deverão seguir para o momento em que Krona, em Oa, ativa o seu equipamento para ver o surgimento do universo. No momento da partida surge o Superboy da Terra Prime (erroneamente chamado de Superboy da Terra-7 na tradução brasileira), único sobrevivente de sua dimensão. Os vilões acabam não conseguindo impedir Krona, mas a força conjunta dos heróis, Magos e de O Espectro impede o poderoso Antimonitor, mas uma grande mudança é operada: o que antes nasceu como os múltiplos universos agora surge como um universo unificado. Uma única Terra renasce!

## Um novo Universo DC
Nessa Terra renascida, estão reunidos elementos de todas as cinco Terras. Ninguém recorda-se do Superman da Terra 2, nem sua mulher deixou nenhum vestígio. Ele encontra-se com o Superman da Terra 1, Flash (Jay Garrick) e o Kid Flash, juntos remontam a Esteira Cósmica e tentam viajar de uma Terra para outra, mas o que eles encontram é apenas o NADA absoluto. O Superman da Terra 2 desespera-se. Na volta à Terra a esteira é destruída.
No espaço um grupo formado por: Delfim, a atual companheira de Aquaman, Capitão Cometa, Adam Strange, Rip Hunter, o Homem Animal e o Cavaleiro Atômico; chegam à nave de Brainiac. Explicam o que está acontecendo. O computador vivo diz que só uma pessoa pode ajudá-los: Darkseid, o senhor de Apokolips.
Precursora convoca todos os heróis para explicar o que está acontecendo. Nesse universo renascido só houve um Batman, um Krypton e consequentemente um único Superman e uma única Mulher-Maravilha. Os vilões não se recordam da batalha com o Antimonitor, mas todos os heróis se recordam. Por quê? Porquê todos estiveram na Aurora dos Tempos, no momento do renascimento. Por isso, só eles se recordam da CRISE. Esse é o capítulo das dúvidas e questionamentos: muitos heróis, questionam sobre como é possível eles estarem ali se suas Terras, seus passados nunca existiram?
De repente, a Terra é envolvida por trevas. É a volta do Antimonitor que leva Terra para o seu universo de Antimatéria. A Precursora convoca um grupo formado pelos mais poderosos heróis das múltiplas Terras para combaterem o Antimonitor, novamente no seu universo de antimatéria. O Portal é aberto por Alex Luthor. Ao chegarem ao universo de antimatéria, o Flash volta a aparecer para Wally que corre desesperadamente atrás da imagem, mas ele acaba encontrando o inevitável: o Pirata Psíquico, completamente alucinado pede socorro e puxa o uniforme do Flash, que está soterrado por um monte de pedras.
O esforço conjunto dos heróis supostamente destrói o Antimonitor, mas quando eles estão voltando para o portal aberto por Alex que devolve a Terra ao universo positivo, o Antimonitor levanta-se novamente e acaba por atingir a Mulher-Maravilha com um raio. Mas ela não morre, apenas involui (sendo essa a única explicação plausível para o ressurgimento da personagem durante a série Lendas).
A batalha final é travada apenas pelo Superman da Terra 2 e pelo Superboy da Terra Prime. Mas Darkseid através dos olhos de Alex Luthor, atinge o Antimonitor com um de seus raios ômega, que enfraquecido é destruído definitivamente pelo Superman. O universo de antimatéria começa a se autodestruir. Alex abre um portal para uma outra dimensão levando o Superman e o Superboy. Na verdade antes do renascimento, Alex havia salvado a Lois Lane da Terra 2, mulher do Superman e os quatro partem para um lugar desconhecido.
Esse destino foi esclarecido recentemente na maxissérie Crise Infinita.

## Pré-Crise e Pós-Crise
Crise nas Infinitas Terras dividiu a história da DC em Pré-Crise e Pós-Crise; o Pré é ignorado em favor do Pós. Talvez o personagem mais alterado logo após Crise seja Superman, que até cerca do ano 2000 continuava sendo o último sobrevivente de Krypton (a existência de Supergirl, Krypto e a Cidade de Kandor haviam sido eliminadas na cronologia). Seus poderes, antes infinitos, agora tinham um limite.
Se formos observar, a própria Crise teve sua história reformulada devido a seu desfecho. Entretanto, tal reformulação nunca foi contada na íntegra. Alguns fatos que ocorreram na Crise são lembrados, outros não. Façamos então um exercício de imaginação:

### O que não é lembrado
- Existência e morte da Supergirl (Kara Zor-El) original. Ela morreu antes do universo renascer, e neste novo universo, Superman até recentemente era o último kryptoniano, então nada é lembrado dela. Mas então quem teria destruído a primeira armadura de Antimonitor?

- Participação de Luthor (Terra 1 e Terra 2) em Crise. O curioso é que Batman interroga Luthor da Terra 1 ainda em Crise sobre sua participação, e ele mesmo nega. Entretanto, Luthor estava na cadeia: obviamente, o personagem antes de ser reformulado. Luthor segundo a cronologia Pós-Crise é um empresário, não poderia estar na cadeia.

- Participação de Brainiac em Crise. Segundo a cronologia Pós-Crise, Brainiac só veio a se envolver com o resto do Universo DC pouco antes da saga Invasão!. É sugerido que Psimon, e não Brainiac, tenha liderado a Guerra dos Vilões, e seus próprios comparsas o mataram. Como ele ressuscitou é desconhecido.

- Morte de Lori Lemaris.

- Morte dos soldados conhecidos como os Perdedores. No Pós-Crise, morreram enfrentando nazistas, não os demônios de antimatéria.

- Mulher Maravilha da Terra 2 ser mãe de Fúria. No Pós-Crise, criaram outra personagem chamada Fúria para cumprir este papel.

- Existência de Terras Paralelas, ao menos, a Terra 1, 2, 4, X, e S, que no Pós-Crise, foram combinadas em uma. Então, na Guerra dos Vilões, os vilões não batalharam para tentar dominar 5 Terras... apenas a nossa. Antimonitor não ativou o Canhão de antimatéria para destruir 5 universos... só o nosso. Quando Krona fez sua experiência, não criou um multiverso, mas somente o Universo de Antimatéria.

- Precursora ter rebocado as Terras S, X e 4 para dentro da essência do Monitor. Essa é a explicação para ela ter recuperado os poderes logo após a batalha com Antimonitor na Aurora dos tempos.

- Participação dos Tenentes Marvel. Embora durante a Crise tenham sido descritos como defendendo o Brasil ao lado de Fúria Verde (hoje, a Fogo), os Tenentes não existem no Pós-Crise.

### O que é lembrado
- Céus vermelhos durante a Crise.

- Nuvem de antimatéria, pois nela pereceu o Homem Imortal.

- A morte de Flash (Barry Allen). Assim também é lembrado as visões que heróis tem dele durante o conflito; Flash estava viajando no tempo poucos instantes antes de sua morte e tentando alertar todos.

- A guerra dos vilões, pois Químio matou Aquamoça neste evento. Também é lembrado que Químio foi temporariamente destruído por Mulher-Negativa da Patrulha do Destino.

- Lanternas Verdes tiveram temporariamente seus poderes cancelados. Alan Scott e Jade não afetados.

- Os heróis irem no encalço de Antimonitor na Aurora dos tempos.

- Também é lembrado quando os vilões vão a época de Krona tentar impedir sua experiência. O Mestre dos Espelhos original morreu nessa missão.

- Ametista ter ficado cega. Também é lembrado Sr. Destino levá-la para o Mundo de Cristal.

- Columba original, da dupla Rapina e Columba, morto em Crise. Entretanto, após Crise, a morte dele foi reformulada; ele não foi desintegrado pelos demônios da sombra: antes, um muro caiu por cima dele no exato momento que os Lordes da Ordem retiraram seus poderes por acharem-no indigno.

- Participação de Pária e Lady Quark. Foram uns dos poucos habitantes de outras Terras que permaneceram em nosso mundo após Crise.

- Participação de Superman da Terra 2, Mulher Maravilha da Terra 2, Superboy da Terra Prime, Alexander Luthor Jr., Caçadora (Helena Wayne), Robin da Terra 2, Arqueiro Verde da Terra 2, Ricardito da Terra 2. Estes personagens, embora tenham sido apagados das memórias de todos, continuaram existindo pois estiveram presentes na Aurora do Tempo, antes das mudanças ocorrerem. Mas arrisco a dizer que a participação deles só é lembrada após a batalha com Antimonitor na Aurora do Tempo.

- Mortes da titã Quartzo, do Cara de Barro II, Starman IV.

- Antimonitor rebocar a Terra para o Universo de Antimatéria. Luta dos heróis contra os demônios da Sombra. Antimonitor destruído por Superman.

- Pirata Psíquico se lembra das Terras Paralelas, por motivo desconhecido.

### O que é facultativo
- População dominada por Pirata Psíquico. Se ele o fez, não dominou a mente de 3 Terras, só a nossa.

- Participação da Mulher Maravilha da Terra 1. Como visto, ela foi involuída por Antimonitor. Entretanto, em Legend of Wonder Woman, é mostrado que a deusa Afrodite manteve por algum tempo a memória e a Ilha-Paraíso referentes a esta Mulher Maravilha. No Pós-Crise, George Pérez mexeu na origem dela, de modo que Mulher Maravilha veio primeiro ao mundo patriarcal pouco antes de Lendas. Em Crise Infinita isto é alterado de novo; ela começou sua carreira pouco depois de Superman e Batman, então ela novamente é aceita como tendo sido um dos fundadores da Liga da Justiça.

- Eras misturadas. Isto estava sendo causado pela fusão das Terras Paralelas. Se elas não existiram, não poderia haver eras misturadas.... ou poderia?

- Os funerais de Caçadora e Robin da Terra 2 são lembrados, ou não?

- Participações de Capitão Marvel, Adão Negro, e Capitão Átomo. Algumas linhas de tempo sugerem que eles começaram suas carreiras depois de Crise. Ou não?

- Alexander Luthor Jr. ter estado na Terra antes da batalha contra o Antimonitor na Aurora do tempo. Então, quem teria aberto o portal para os heróis irem batalhar Antimonitor no Universo de Antimatéria de Qward? Mas eles foram para lá a fim de destruir a máquina de Antimonitor que estava fundindo os universos. Então, se não houve Terras Paralelas para serem fundidas, não haveria máquina, logo, os heróis não foram para Qward.

- Poderosa ser prima do Superman da Terra 2. Logo após Crise, descobriu ser neta do Arion, o mago da Atlântida. Recentemente, em Crise Infinita, descobre que realmente é prima do Superman da Terra 2. Sabe-se lá o que vão fazer com a origem dela depois?

## Adaptações
A série de quadrinhos foi adaptada como romance pelo escritor original, Marv Wolfman. Esta romantização foi então apresentada como um drama de áudio comercializado como "Movie in Your Mind" pela editora GraphicAudio.
A história serve de inspiração para "Crise nas Infinitas Terras", um evento crossover do Arrowverse que consiste em um episódio de Arrow, The Flash, Supergirl, Legends of Tomorrow e Batwoman.
Uma adaptação para filme de animação será lançada em três partes durante 2024, começando com Justice League: Crisis on Infinite Earths – Part One lançado em 9 de janeiro.